# سوسن طاقدیس
سوسن طاقدیس (زاده ۱۷ بهمن ۱۳۳۸ در شیراز – درگذشته ۵ اردیبهشت ۱۳۹۹) نویسنده ایرانی بود.

## زندگی حرفه‌ای

### ایجاد انگیزه
سوسن طاقدیس از کودکی به نویسندگی علاقه داشت. او پیش از آنکه به مدرسه برود یکبار سرگذشت ویکتور هوگو را از رادیو شنیده بود. زندگی ویکتور هوگو توجه طاقدیس را به نویسندگی جلب کرده بود. پس از رفتن به مدرسه و آموختن خواندن و نوشتن، خواندن قصه‌ای در مجله کیهان بچه‌ها بر او تاثیر گذاشت. بیشترین انگیزه برای او زمانی ایجاد شد که در سن هفت-هشت سالگی، مادرش برای رفتن به سر کار، بچه‌ها را به او می‌سپرد و سوسن برای ساکت کردن بچه‌ها برای آنها قصه می‌گفت.
سوسن طاقدیس نویسندگی را از داستان بی‌پایان نوشته میشائل انده، ارباب حلقه‌ها نوشته جی. آر. آر. تالکین، موش و گربه نوشته عبید زاکانی، خاله سوسکه با بازنویسی بیژن مفید یاد گرفت.

### کار حرفه‌ای
سوسن طاقدیس کار حرفه‌ای خود را در دهه ۱۳۶۰ (خورشیدی) با نوشتن داستان در مجله کیهان بچه‌ها آغاز کرد. نخستین داستانی که از  او چاپ شد، "بابای من دزد بود" نام داشت. او در اوایل انقلاب ۱۳۵۷ ایران این داستان را برای کیهان بچه‌ها فرستاد و مورد توجه سردبیر وقت قرار گرفت. این موضوع باعث شد به تهران کوچ کند و به داستان‌نویسی در زمینه ادبیات کودک و نوجوانان ادامه دهد. یکی دیگر از داستانهایش که در کیهان بچه های آن زمان چاپ شده " قصه غصه‌های گلی " نام دارد .

## روان‌شناسی کودک
سوسن طاقدیس معتقد بود که یک کودک با سرمایه بزرگی از ترس، نیاز، تردید، و احساس ناامنی به دنیا می‌آید برای همین، کودک دست به کارهایی مانند بازنمایی واقعیت می‌زند تا این احساسات را کنترل کند. از دید سوسن طاقدیس، کودک به کمک این احساس‌ها و این نیازها به سمت چیزهایی می‌رود که او را از این حالت ترس، تردید و نیاز آسوده کند. بنابراین او در هر لحظه به چیزهایی دست می‌یابد که در عین اینکه او را آسوده می‌کند دوباره پرسش‌ها و انگیزه‌های تازه‌ای برای پویش و حرکت به او می‌دهد. سوسن طاقدیس نتیجه می‌گیرد که ریشه تخیل، نیازی است که کودک به خلاقیت دارد. یعنی انسان (کودک) چیزهایی را می‌سازد که نداشته‌است و این به انسان (کودک) احساس قدرت می‌دهد.

## سانسور کتاب کودک
سوسن طاقدیس از گستردگی سانسور ادبیات کودک در ایران، ابراز نگرانی می‌کرد.

## جوایز
او برای نگارش کتاب قدم یازدهم برگزیدهٔ بیست و سومین دورهٔ کتاب سال ایران شد.. این داستان، همچنین بهترین فیلم انیمیشن جشنواره بین‌المللی لوبلین شد.

او همچنین به‌واسطهٔ نوشتن کتاب شما یک دماغ زرد ندیدید، جایزه پروین اعتصامی برای بهترین کتاب کودک و نوجوان را در سال ۱۳۸۵ دریافت کرده‌بود.

## درگذشت
سوسن طاقدیس در روز جمعه، ۵ اردیبهشت ۱۳۹۹ در سن ۶۰ سالگی بر اثر بیماری قلبی درگذشت. وی به بیماری دیابت نیز مبتلا بود. پیکر وی در قطعه ی نام آوران بهشت زهرا به خاک سپرده شد.

## آثار
| سال  | عنوان                                                | انتشارات                           | تصویرگر             |
| ---- | ---------------------------------------------------- | ---------------------------------- | ------------------- |
| ۱۳۸۱ | شما یک دماغ زرد ندیدید؟                              | مدرسه                              | غلامعلی مکتبی‌       |
| ۱۳۸۳ | قدم یازدهم                                           | کانون پرورش فکری کودکان و نوجوانان | علیرضا گلدوزیان     |
| ۱۳۸۷ | ته ته ته چاه                                         | سروش                               | علیرضا گلدوزیان     |
| ۱۳۸۹ | شب و شیطان و شمشیر – مجموعه اختران                   | کانون پرورش فکری کودکان و نوجوانان | عطیه مرکزی          |
| ۱۳۹۰ | مهربان‌تر از نسیم: ۹۹ قصه از زندگی امام خمینی (س)     | ذکر                                |                     |
| ۱۳۹۰ | ستاره‌ها چه کسی هستند؟                                | سروش                               | عاطفه شفیعی         |
| ۱۳۹۰ | ننه قلی، ننه گلی و لحاف مخملی                        | سروش                               | آنیتا هاشمی مقدم    |
| ۱۳۹۱ | زندگی حضرت نوح علیه‌السلام                            | مدرسه                              |                     |
| ۱۳۹۲ | این صدای دماغ کی بود؟                                | سروش                               | صدیقه شاهرودی شهرکی |
| ۱۳۹۱ | و دستها از خاک روئیدند                               | سوره مهر                           |                     |
| ۱۳۹۳ | انقلاب و لاله‌ها                                      | سوره مهر                           | پریسا پور حسینی     |
| ۱۳۹۳ | چوپان دروغ نگو                                       | سروش                               | مهدیه صفایی نیا     |
| ۱۳۹۴ | بزبز زنگوله پا                                       | سروش                               | حدیثه قربان         |
| ۱۳۹۴ | سایه‌ای زیر نور ماه                                   | سروش                               | حمیده محبی          |
| ۱۳۹۴ | عروسی عروسی، توی غار بزرگ خرسی                       | سروش                               | سمیه علی‌پور         |
| ۱۳۹۴ | با یک گُل بهار نمی‌شود                                 | قدیانی                             |                     |
|      | ادریس (ع)                                            | امیرکبیر                           | سارا خرامان         |
| ۱۳۹۵ | بالای بالای بالا                                     | امیرکبیر                           | حافظ میرآفتابی      |
| ۱۳۹۵ | چرا خرس‌ها با هم می‌جنگند؟                             | امیرکبیر                           | سمیه علی‌پور         |
| ۱۳۹۵ | گاو بزرگ بزرگ                                        | مدرسه                              |                     |
| ۱۳۹۷ | قایم موشک فیلی                                       | کتاب نیستان                        |                     |
| ۱۳۹۸ | فرفری و فرفری و فرفری                                | کتاب نیستان                        | سارا کثیری          |
| ۱۴۰۰ | داستان‌های خبیث ۱ / گول‌گولاخین (آخرین اثر پیش از مرگ) | هوپا                               | حمید خلوتی          |